# 335. strelska divizija (ZSSR)
335. strelska divizija (izvirno rusko 335. стрелковая дивизия; kratica 335. SD) je bila strelska divizija Rdeče armade v času druge svetovne vojne.

## Zgodovina
Divizija je bila ustanovljena septembra 1941 v Stalingradu. Deaktivirana je bila avgusta 1942 in pozneje ponovno aktivirana.